# Azoxymethan
Azoxymethan (AOM) ist eine organische Verbindung aus der Gruppe der Azoxyverbindungen. Es ist eine krebserregende Flüssigkeit und ein Derivat von Azomethan.

## Eigenschaften
Azoxymethan hat einen Flammpunkt von 24 °C.

## Krebserregende Wirkung
Azoxymethan ist stark krebserregend. Bei Nagetieren induziert die Gabe von Azoxymethan spezifisch die Entstehung von kolorektalen Karzinomen. Die Läsionen entsprechen dabei der Kolonkarzinogenese beim Menschen. Aus diesem Grund wird Azoxymethan in der Onkologie zur Induktion von Darmkrebs in Versuchstieren verwendet. Dazu wird die Verbindung meist subkutan oder intraperitoneal verabreicht.
In der Leber wird Azoxymethan als Stoffwechselprodukt durch die Oxidation von 1,2-Dimethylhydrazin (DMH) gebildet. DMH ist somit das Prokarzinogen von Azoxymethan. Azoxymethan wird in der Leber weiter zu Methylazoxymethanol (MAM) umgewandelt. MAM wird glucuronisiert und gelangt über die Galle letztlich in den Darm. Das dort vorhandene Enzym β-Glucuronidase hydrolysiert das Konjugat wieder zu MAM. Die β-Glucuronidase kann dabei sowohl aus den Bakterien der Darmflora als auch aus den Darmepithelzellen stammen.

## Synthese
Azoxymethan lässt sich beispielsweise elektrochemisch aus Nitromethan herstellen.